# Port lotniczy N’zeto
Port lotniczy N'zeto – międzynarodowy port lotniczy położony w N'zeto, w Angoli.